# Haut-Commissariat des Nations unies aux droits de l'homme
Ne pas confondre avec le Conseil des droits de l'homme des Nations unies.
 (février 2022).
Si vous disposez d'ouvrages ou d'articles de référence ou si vous connaissez des sites web de qualité traitant du thème abordé ici, merci de compléter l'article en donnant les références utiles à sa vérifiabilité et en les liant à la section « Notes et références ».
Le Haut-Commissariat des Nations unies aux droits de l'homme (HCDH) (ex-Division puis Centre des droits de l'homme) est un département du Secrétariat de l'ONU créé par la résolution 48/141 du 20 décembre 1993 de l'Assemblée générale qui appuie les activités de l'ONU dans ce domaine. Notamment, il assure le secrétariat de tous les organes des Nations unies s’occupant des droits de l’homme ;
- gère les bases de données spécialisées sur les documents relatifs aux droits de l’homme ;
- reçoit les plaintes de particuliers adressées aux organes de protection des droits de l’homme ;
- établit des fiches d’information et des outils de formation sur des questions relatives aux droits de l’homme. Son siège est à Genève.

## Histoire
La Division des droits de l'homme a été créée en 1946 au sein du Secrétariat des Nations unies. Déplacée du siège du Secrétariat à New York à l'Office des Nations unies à Genève (ONUG), elle a été promue en 1993, par l’Assemblée générale des Nations unies le 20 décembre 1993. Le HCDH est rattaché directement au secrétaire général de l'Organisation des Nations unies.

## Siège
Depuis 1998, le Haut-Commissariat siège au palais Wilson, à Genève, en Suisse.

## Missions
1. Promouvoir la jouissance universelle de tous les droits de l'homme en donnant un effet pratique à la volonté et à la détermination de la communauté mondiale telles qu'exprimées par les Nations unies.
2. Jouer un rôle de premier plan sur les questions relatives aux droits de l'homme et souligner l'importance de ceux-ci aux niveaux international et national.
3. Promouvoir la coopération internationale pour les droits de l'homme.
4. Stimuler et coordonner l'action en faveur des droits de l'homme dans l'ensemble du système des Nations unies.
5. Promouvoir la ratification universelle et la mise en œuvre des normes internationales.
6. Aider à l'élaboration de nouvelles normes.
7. Soutenir les organes des droits de l'homme et de surveillance des traités.
8. Répondre aux violations graves des droits de l'homme.
9. Entreprendre une action préventive en matière de droits humains.
10. Promouvoir la mise en place d'institutions nationales des droits de l'homme.
11. Entreprendre des activités et des opérations sur le terrain en matière de droits de l'homme.
12. Fournir des services d'éducation, d'information, de conseil et d'assistance technique dans le domaine des droits de l'homme.

## Organes des droits humains
Il y a deux types d'organes :
- ceux créés en vertu de la Charte de l'ONU ;
- ceux créés en vertu des traités internationaux des droits de l'homme.

### Organes de la Charte

#### Commission des droits de l'homme (CDH/CHR)
La Commission des droits de l'homme était l'organe suprême des Nations unies chargé de veiller au respect des droits de l'Homme. C'était le principal forum mondial sur ce thème. Créée en 1946, elle comprenait cinquante-trois États-membres, élus pour trois ans et représentant les cinq continents. Elle tenait chaque année à Genève (Suisse) une session ordinaire de six semaines, en mars et en avril, à laquelle participèrent plus de 3 000 représentants d'États membres, d'États observateurs et d'organisations non gouvernementales.
Le 13 mars 2006, la Commission des droits de l'homme a suspendu ses travaux, à l'ouverture de sa session annuelle, pour donner le temps aux pays membres de se mettre d'accord sur la création du Conseil des droits de l'Homme, qui doit lui succéder.

#### Conseil des droits de l'homme
Le 15 mars 2006, l'Assemblée générale de l'Onu adopte par 170 voix (sur 191 pays membres), la création du Conseil des droits de l'homme, qui va remplacer la Commission du même nom, malgré l'opposition des États-Unis, qui ont voté contre, jugeant insuffisants les nouveaux garde-fous posés pour garantir l'exclusion des pays indésirables. Selon les termes du rapport du Secrétaire général de l’O.N.U., en 2005, le fait que « des États ont cherché à se faire élire à la Commission non pas pour défendre les droits de l’homme mais pour se soustraire aux critiques, ou pour critiquer les autres » a causé un effritement de la crédibilité de cette Commission et conduit à son remplacement.
Le nouveau Conseil est un organe subsidiaire de l'Assemblée générale et a donc un statut institutionnel plus élevé que celui de la Commission qui était un organe fonctionnel du Conseil économique et social.
La première élection a eu lieu le 9 mai 2006 et la durée du mandat initial des membres a été déterminée par tirage au sort.
Les États-Unis sont opposés à la création d'un Conseil sous cette forme. Ils avaient par le passé vivement critiqué l'ancienne Commission, qu'ils jugeaient avoir perdu totalement de sa crédibilité par suite de la présence de plusieurs pays violant les droits de l'homme. Les garanties apportés par la création de ce nouveau Conseil ne les satisfaisant pas, ils ne se sont pas présentés comme candidats à la première élection.
La première réunion du Conseil a eu lieu le 19 juin 2006.
- Procédures spéciales de la Commission des droits de l'homme.
- Sous-Commission de la promotion et de la protection des droits de l'homme.

En septembre 2015, l'Arabie saoudite est élue à la tête du conseil des droits de l'homme.

### Organes de traités
- Comité des droits de l'homme (CCPR), chargé de la surveillance de la bonne application du Pacte international relatif aux droits civils et politiques
- Comité des droits économiques, sociaux et culturels (CESCR)
- Comité pour l'élimination de la discrimination raciale (CERD)
- Comité pour l'élimination de la discrimination à l'égard des femmes (CEDAW) : CEDAW est aussi l'acronyme de Convention pour l'élimination de la discrimination à l'égard des femmes
- Comité contre la torture (CAT)
- Comité des droits de l'enfant (CRC)
- Comité des travailleurs migrants (CMW)
- Comité des droits des personnes handicapées

## Hauts-commissaires
| Nom                        | Pays           | Mandat                                  |
| -------------------------- | -------------- | --------------------------------------- |
| José Ayala-Lasso (en)      | Équateur       | 1994–1997                               |
| Mary Robinson              | Irlande        | 1997–2002                               |
| Sérgio Vieira de Mello     | Brésil         | décédé dans un attentat en Irak en 2003 |
| Bertrand Ramcharan         | Guyana         | par intérim, 2003 à 2004                |
| Louise Arbour              | Canada         | 2004-2008                               |
| Navanethem Pillay          | Afrique du Sud | 2008-2014                               |
| Zeid Ra'ad Zeid Al-Hussein | Jordanie       | 2014-2018                               |
| Michelle Bachelet          | Chili          | 2018-2022                               |
| Volker Türk                | Autriche       | depuis 2022                             |